# تييمي كلومبي
تييمي كلومبي (بالهولندية: Tieme Klompe)‏ (8 أبريل 1976 في هولندا - ) هو لاعب كرة قدم هولندي سابق، لعب في مركز الدفاع. لعب مع نادي غرونينغن.

## وصلات خارجية
- تييمي كلومبي على موقع قاعدة بيانات كرة القدم.إي يو (الإنجليزية)